# Peter Arend de Haan

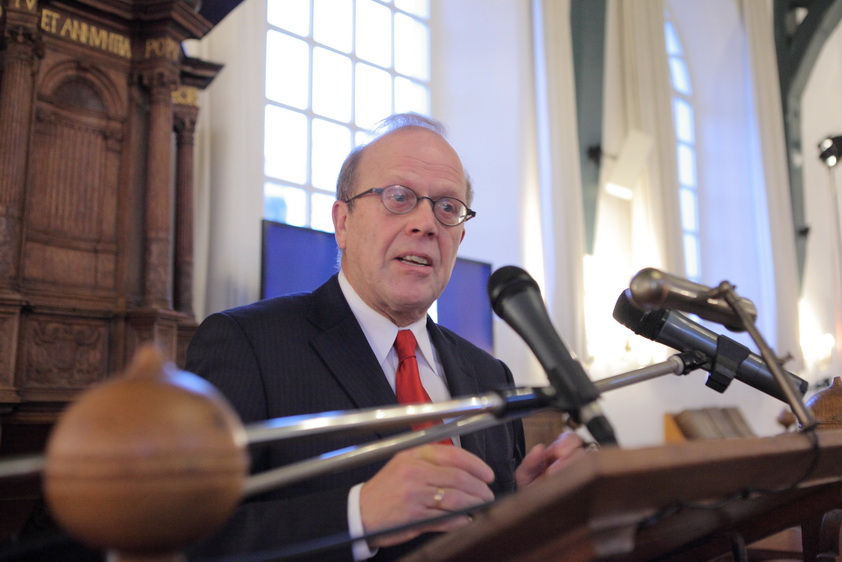
Peter de Haan

Peter de Haan (Bolsward, 1949) is een publicist uit Leeuwarden.

## Levensloop
Peter Arend de Haan werd op 29 januari 1949 in een Bolswarder middenstandsgezin geboren. Na het Bogerman Lyceum (gymnasium) ging hij in 1968 aan de Rijks Universiteit Groningen Nederlands Recht studeren met Publiek en Bestuursrecht als specialisatie. Zijn scriptie ging over de ‘Constitutionele aspecten van de vrijlating van de Drie van Breda’. Tijdens zijn studie publiceerde hij o.a. in Hervormd Nederland een interview met Ben Goerion, oprichter van de staat Israël. Sinds 1973 woont hij in Leeuwarden waar hij juridisch beleidsmedewerker ruimtelijke ordening bij de provincie Friesland werd. Vanaf 1986 was hij tot zijn pensioen (2011) strategisch adviseur van het College van Gedeputeerde Staten en o.a. verantwoordelijk voor toekomstvisies zoals Fryske Fiersichten, de laatste in nauwe samenwerking met de toenmalige Commissaris van de Koningin Ed Nijpels. Hij was in 2009 initiator van de Friese bijdrage aan de viering van ‘New York 400’, o.a. met het boek Gevierde Friezen in Amerika (320 blz.) en de Engelse versie Famous Frisians in America die destijds in New York is gepresenteerd. Dat boek handelt over Friezen (of hun directe afstammelingen) die het in dat land gedurende 400 jaar ‘gemaakt’ hebben. In de Nieuwe Encyclopedie van Fryslân (2016) wordt regelmatig naar biografieën in dat boek verwezen. Naast zijn werk was Peter de Haan actief in de lokale politiek en liet hij veel publicaties het licht zien.

## Politiek werk
Tussen 1973 en 1986 vervulde Peter de Haan diverse functies binnen de Partij van de Arbeid,  grootste partij in de stad Leeuwarden: secretaris van de Federatie Leeuwarden, (plv.) lid van de landelijke Partijraad, congresafgevaardigde, campagneleider, hoofdredacteur van het tijdschrift Rooie Pepers en medeoprichter van het PvdA-pand De Bres waar hij politieke cafés met landelijke sprekers organiseerde. Landelijk was Peter de Haan actief als medewerker van de PvdA-tijdschriften Roos in de Vuist en Voorwaarts. Nu is hij nog secretaris van de aan de PvdA gelieerde stichting Ons Gebouw / De Bres.

## Maatschappelijke functies
Naast de vermelde werkzaamheden voor de PvdA was Peter de Haan o.a. medeoprichter van de Rechtswinkel Leeuwarden (1973), lid Raad Toezicht Stichting Promotie Leeuwarden en voorzitter van de Stichting die een stedenband onderhield tussen Leeuwarden en de Russische stad Orjol (1994-2002).   
Hij heeft zijn juridische achtergrond ingezet als onafhankelijk voorzitter van bezwaar- en beroepschriftencommissies in de gemeenten het Bildt en Franekeradeel (1991-2016) en in Franekeradeel, een functie die hij in die gemeente opgaf voor het vicevoorzitterschap van de Rekenkamer. Vanaf 2003 was hij voorzitter van de Klachtencommissie bij Behandelingscentrum Woodbrookers (nu Friese Jeugdhulp).
Voor de Rotaryclub Leeuwarden Nijehove vervulde hij de functies van Programmacommissaris (2012-2013) en voorzitter (2019-2020).
Peter de Haan is sinds 2011 bestuurslid van de Stichting Culturele Herdenkingen Fryslân die hij als projectleider van ‘Saskia 400’ heeft opgericht (zie www.cultureleherdenkingenfryslan.nl). Deze stichting heeft in het 400ste geboortejaar (2012) van Rembrandts vrouw Saskia Uylenburgh tal van activiteiten opgezet die beoogden de kennis over haar betekenis voor Rembrandts werk en over Rembrandts sporen in Friesland te vergroten.
Peter de Haan is sinds 2001 internationaal actief als verkiezingswaarnemer voor de Organisatie voor Veiligheid en Samenwerking in Europa (OVSE) en vanaf 2008 bestuurslid van de Stichting Poëzietableaus Leeuwarden (Poëzieroute Leeuwarden) die bijna 60 hardstenen poëzietableaus in de openbare ruimte van de binnenstad e.o. beheert. 
Hij werkte mee aan de nieuwe Encyclopedie van Fryslân (2016 / onderdeel politieke partijen en politici)
Sinds 2013 is hij voorzitter van cultureel podium Dorpskerk Huizum, waar naast concerten, exposities, lezingen door bekende sprekers en boekpresentaties ook bijzondere herdenkingen (zoals de door hem georganiseerde Mata Hari herdenking in 2017) worden gehouden (zie: www.dorpskerkhuizum.nl).
Van 2020 tot 2022 was Peter de Haan bestuurslid van de Leeuwarder  historische vereniging Aed Levwerd en vanaf 2021 is hij dat van de Stichting Herdenking Slauerhoff.
Veel van zijn activiteiten komen voort uit de wens om Leeuwarden te promoten. Dat gold voor zijn nominatie van Leeuwarden tot Culturele Hoofdstad van Europa (2018) en een tiental initiatieven op het terrein van plaquettes en het vernoemen van bekende Leeuwarders in straatnamen. 

## Publicaties
Naast artikelen in diverse landelijke en regionale tijdschriften en zijn columns voor stadsblad Liwwadders was Peter de Haan (mede)auteur van diverse publicaties zoals: 
- Co-auteur van het boek ‘100 jaar sociaaldemocratie in Friesland’ (1994)
- De publicatie ‘1813: Russen bevrijden Leeuwarden van de Franse overheersing’
- Medesamensteller provinciale gedichtenbundel ‘Dit is myn lân’ (1998)
- Bijdrage aan boek 'Joods leven in Friesland' (Bornmeer 2010)
- Boek 'Gevierde Friezen in Amerika' (320 blz,), Engelse versie: Famous Frisians in America (2009)
- Auteur boek ‘Lange Leve Liwwadden’ met een compilatie van zijn columns (2011)
- Het boek 'Tienmaal In Memoriam Patris' over de relatie tussen de dichter Jan Slauerhoff en Huizum/Leeuwarden (sept. 2018).
- Auteur/samensteller boek 'Voetstappen in Huizum' (2019)
- Mede-auteur van het boek ‘(Schat)Graven in Huizum, verhalen over de Huizumer dodenakker’ (2019).
- Bijdrage aan het boek 'Over de groene zoden 2, wandelingen over begraafplaatsen in Nederland' (2020)
- Het essay ‘Kan plaveisel spreken?’ over de Leeuwarder poëzieroute in het boek Leeuwarden, een liber amicorum voor Geart de Vries (2021, blz. 36-49).
- De publicatie 'Tien Friezen, tien persoonlijke boodschappen' (2025) naar aanleiding van het tienjarig bestaan van cultuurpodium Dorpskerk Huizum
- De publicatie 'De Huizumer begraafplaats en de Tweede Wereldoorlog' (2025)
- De publicatie 'Zes smeuige verhalen rond de Dorpskerk Huizum' (2025)

## Onderscheidingen
Peter de Haan won de eerste prijs van de Essayprijsvraag van het magazine Binnenlands Bestuur over de Lerende Overheid (later ook gepubliceerd in een uitgave van de Erasmus Universiteit over dit onderwerp, onder redactie van prof. R. in ’t Veld) terwijl zijn essay ‘De Renaissance van regionale identiteit’ in 2009 voor de Je Maintiendrai (JM) Prijs werd genomineerd. Op 16 november 2018 kreeg hij vanwege zijn maatschappelijke verdiensten uit handen van de toenmalige burgemeester Ferd Crone het Leeuwarder Leeuwtje uitgereikt.

## Privé
Zijn partner is Hermien de Haan (1950). Zijn twee zonen heten Hein (1979) en Menno (1982)